# Hội nghị Potsdam
Hội nghị Potsdam được tổ chức ở Cecilienhof, cung điện của thái tử Wilhelm Hohenzollern, tại Potsdam, Brandenburg, Đức từ 17 tháng 7 đến 2 tháng 8 năm 1945. Các quốc gia tham dự hội nghị là Mỹ, Anh và Liên Xô. Đại diện của ba quốc gia gồm có tổng bí thư đảng Cộng sản Liên Xô Joseph Stalin, Thủ tướng Anh Winston Churchill người sau đó được thay bởi Clement Attlee, và Tổng thống Mỹ Harry S. Truman. Stalin, Churchill và Truman - cũng như Atlee, người thay thế Churchill làm Thủ tướng Chính phủ Anh sau khi Đảng Lao động giành chiến thắng trước Đảng Bảo Thủ trong cuộc bầu cử năm 1945 - đã nhóm họp để thống nhất về cách tái tổ chức Đức thời hậu chiến, quốc gia đã đồng ý đầu hàng vô điều kiện chín tuần trước đó ở Thủ đô nước này vào ngày 8 tháng 5 năm 1945. Mục đích của hội nghị bao gồm cả việc thành lập trật tự thế giới mới thời hậu chiến, những vấn đề về hiệp ước hòa bình và cách thức giải quyết hậu quả của chiến tranh.

## Những thành viên tham dự

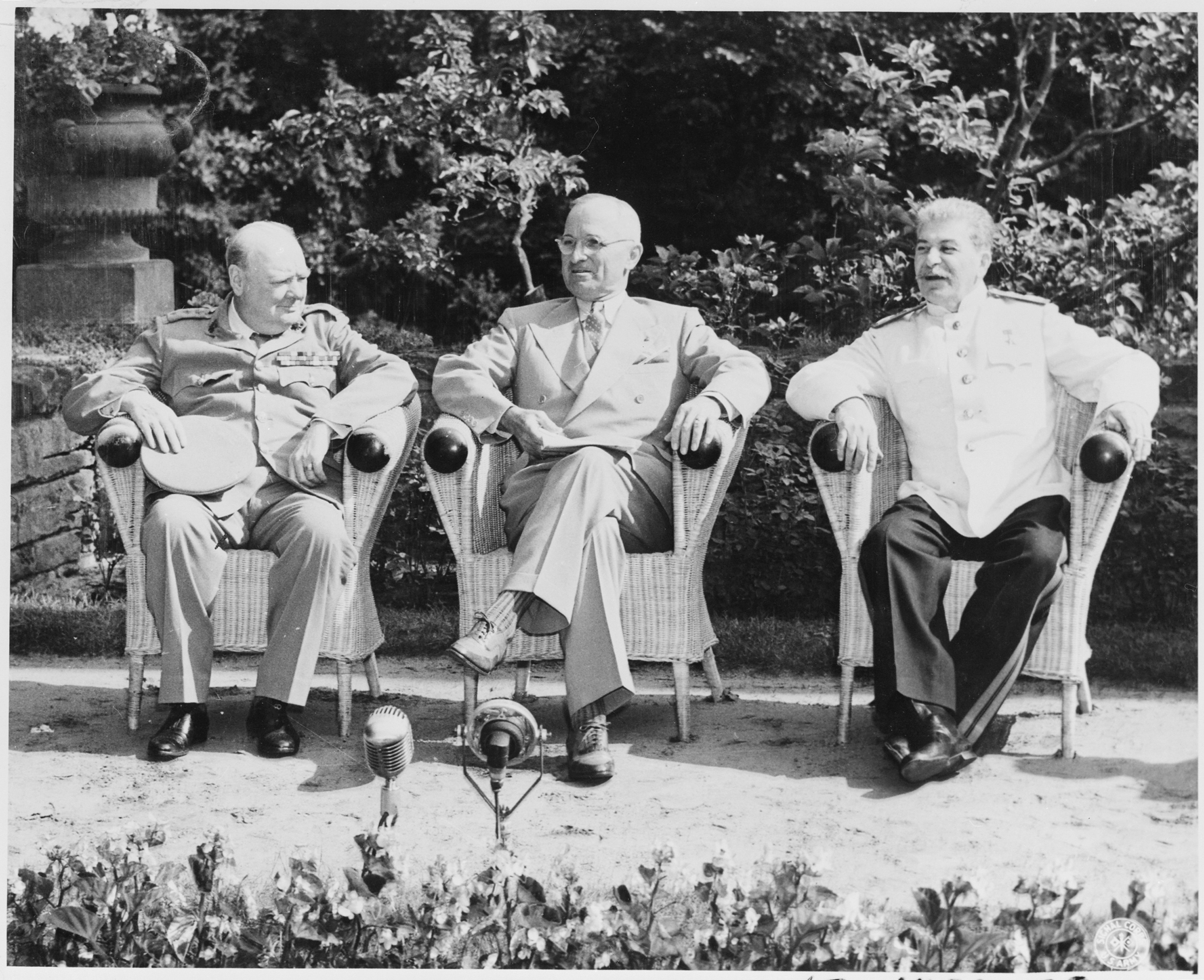
Những nhà lãnh đạo lúc đầu: Winston Churchill, Harry S. Truman và Josef Stalin

- Liên bang Xô Viết: Stalin đến chậm một ngày với lý do là có việc quan trọng cần sự có mặt của ông. Tuy nhiên có nguồn tin cho rằng có thể ông đã có một cơn đau tim nhỏ.
- Anh: đại diện bởi thủ tướng Clement Attlee sau khi đảng Lao động giành chiến thắng trước đảng Bảo thủ của Winston Churchill.
- Mỹ: đại diện bởi tân tổng thống Harry S. Truman. Tại hội nghị này, Truman đã nói bóng gió với Stalin rằng Mỹ đã phát triển bom nguyên tử và có thể sử dụng nó để đối đầu với Nhật Bản, sau đó thì vào ngày 6 và ngày 9 tháng 8 năm 1945 hai quả bom nguyên tử đã được thả xuống Hiroshima và Nagasaki.

## Quan hệ giữa các nhà lãnh đạo
Qua năm tháng, mối quan hệ giữa các nhà lãnh đạo đã bị ảnh hưởng sâu sắc bởi nhiều thay đổi to lớn.

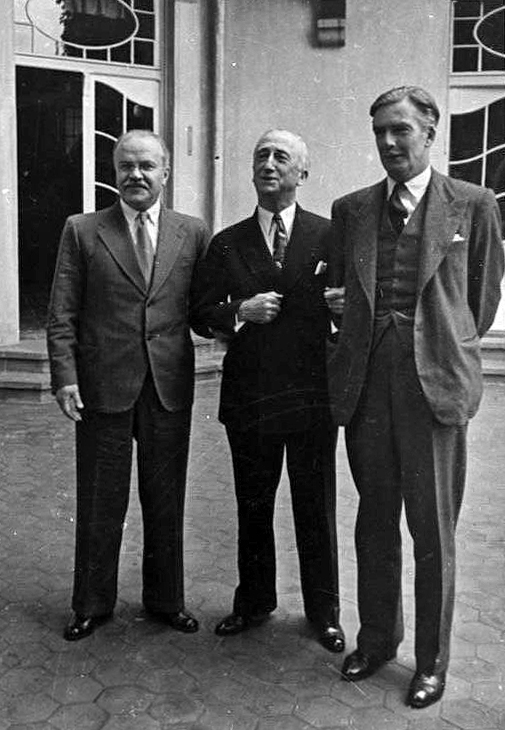
Ngoại trưởng ba nước: Vyacheslav Molotov, James F. Byrnes và Anthony Eden, tháng 7 năm 1945

### Quân đội của Stalin chiếm đóng phần lớn Trung và Đông Âu
Quân đội Xô Viết đã trục xuất quân phát xít Đức tại Đông Âu, nhưng thay vì rút quân thì đến tháng 7 quân của Stalin đã kiểm soát các bang của Baltic, Ba Lan, Tiệp Khắc, Hungary, Bulgaria và România. Rất nhiều dân tị nạn đã rời những quốc gia này do lo sợ sự chiếm đóng của quân cộng sản. Stalin đã thành lập một chính phủ cộng sản tại Ba Lan, phớt lờ nguyện vọng của đa số nhân dân Ba Lan. Anh và Mỹ đã lên tiếng phản đối nhưng Stalin ra sức bảo vệ hành động của mình. Ông khẳng định rằng việc kiểm soát Đông Âu là một phương pháp phòng ngừa hiệu quả cho những cuộc tấn công có thể xảy ra trong tương lai.

### Mỹ có tổng thống mới
Vào ngày 12 tháng 4 năm 1945, tổng thống Roosevelt qua đời. Ông được phó tổng thống Harry Truman lên thay thế. Truman là một nhà lãnh đạo có quan điểm khác Roosevelt. Ông có quan điểm chống cộng mạnh mẽ và luôn tỏ ra cảnh giác với Stalin. Truman và đồng sự của ông nhìn nhận những hành động của Xô Viết tại Đông Âu là sự chuẩn bị cho việc xâm chiếm toàn bộ châu Âu.

### Quân đồng minh thử bom nguyên tử
Vào ngày 16 tháng 7 năm 1945 Mỹ đã thử thành công một quả bom nguyên tử tại Alamagordo thuộc sa mạc New Mexico. Ngày 21 tháng 7, Churchill và Truman đồng ý việc nên sử dụng bom nguyên tử. Truman không nói cho Stalin biết về thứ vũ khí mới cho đến ngày 25 tháng 7 khi ông nói bóng gió với Stalin rằng Mỹ có một thứ vũ khi có sức công phá hủy diệt. Vào ngày 26 tháng 7, Tuyên bố Potsdam đã được thông báo tới Nhật Bản, đe dọa Nhật Bản sẽ bị hủy diệt hoàn toàn nếu không chấp nhận đầu hàng vô điều kiện.

## Kết quả

### Hiệp định Potsdam
Trước khi kết thúc hội nghị, vào ngày 1 tháng 8 năm 1945, lãnh đạo 3 quốc gia thống nhất những vấn đề sau:

#### Đức
- Đưa ra thông cáo mục đích chiếm đóng Đức của phe Đồng Minh: phi quân sự hóa, phi phát xít hóa, dân chủ hóa, phi tập trung hóa và xóa bỏ nền kinh tế kiểu cartel.
- Chia Đức và Áo thành bốn khu vực chiếm đóng (đã được đồng ý từ thỏa thuận tại hội nghị Yalta), thủ đô Berlin và Viên cũng được chia làm bốn khu vực.
- Thống nhất đồng ý việc xét xử những tội phạm chiến tranh phát xít.
- Trả lại các vùng đất bị Đức chiếm đóng tại châu Âu, gồm Sudetenland, Alsace-Lorraine, Áo và phần cực tây của Ba Lan.
- Biên giới phía đông của Đức sẽ được dịch chuyển về phía tây tới ranh giới Oder-Neisse, vì vậy đã làm giảm đi 25% diện tích lãnh thổ của Đức so với năm 1937. Phần lãnh thổ phía đông của biên giới mới bao gồm Đông Phổ, Silesia, Tây Phổ và 2/3 Pomerania. Những vùng này chủ yếu là nông nghiệp, ngoại trừ vùng thượng Silesia, trung tâm công nghiệp nặng lớn thứ hai của Đức.
- Trục xuất những công dân Đức còn sống tại biên giới mới phía đông.
- Thỏa thuận đồng ý về bồi thường chiến tranh cho Xô Viết từ khu vực chiếm đóng của Xô Viết tại Đức. Ngoài ra 10% sản lượng công nghiệp của khu vực phía tây cũng sẽ được chuyển cho Liên Xô trong vòng 2 năm.
- Đảm bảo chất lượng cuộc sống của Đức không vượt mức sống trung bình của châu Âu. Một loạt các khu công nghiệp bị tháo gỡ sẽ được quyết định sau.
- Phá hủy tất cả tiềm lực công nghiệp quân sự của Đức hoặc những ngành công nghiệp có khả năng sản xuất quân sự. Các xưởng đóng tàu dân sự và các nhà máy đóng tàu sân bay sẽ bị tháo dỡ hoặc phá hủy. Những năng lực sản xuất công nghiệp có khả năng sản xuất trang thiết bị quân sự như kim loại, hóa chất, máy móc sẽ bị giảm tới mức tối thiểu. Nền kinh tế sẽ được phi tập trung hóa. Ngoại thương và nghiên cứu sẽ bị kiểm soát. Nền kinh tế sẽ được tái cơ cấu tập trung vào nông nghiệp và các ngành công nghiệp hòa bình. Năng lực sản xuất nếu có thặng dư thì sẽ bị phá hủy hoặc tháo bỏ. Đầu năm 1946, thỏa thuận cuối cùng đạt được như sau: Đức sẽ được chuyển đổi thành nền kinh tế nông nghiệp và công nghiệp nhẹ. Các sản phẩm xuất khẩu gồm bia, than, đồ chơi, dệt v.v nhằm thay thế các sản phẩm công nghiệp nặng.

#### Ba Lan
- Một chính phủ thống nhất quốc gia lâm thời được công nhận bởi ba quốc gia sẽ được thành lập. Việc phương Tây công nhận chính quyền kiểm soát của Xô Viết đồng nghĩa với sự kết thúc cho Chính phủ Ba Lan lưu vong.
- Những người Ba Lan phục vụ trong quân đội Anh sẽ được tự do trở về Ba Lan mà không có sự đảm bảo nào về an ninh.
- Biên giới phía tây tạm thời là ranh giới Oder-Neisse, nằm trên hai con sông Oder và Neisse. Một phần của Đông Phổ và thành phố tự trị Danzig sẽ thuộc quyền kiểm soát của Ba Lan. Tuy nhiên, việc phân chia ranh giới cuối cùng phần biên giới phía tây phải chờ cho tới cuộc đàm phán hòa bình với Đức.
- Xô Viết tuyên bố họ sẽ giải quyết những vấn đề về bồi thường cho Ba Lan từ khoản bồi thường của Xô Viết có từ Đức.

### Tuyên bố Potsdam
Bài chính Tuyên bố Potsdam
Ngoài hiệp định Potsdam, vào ngày 26 tháng 7 Churchill, Truman và Tưởng Giới Thạch đưa ra tuyên bố Potsdam trong đó vạch ra những điều khoản đầu hàng cho Nhật Bản trong Thế chiến II.
Việc giải giáp quân đội Nhật Bản tại Đông Dương được giao cho quân đội Anh từ Vĩ tuyến 16 trở vào Nam và quân đội Trung Hoa Dân Quốc từ vĩ tuyến 16 trở ra Bắc